# 查恩盤蟲
查恩盤蟲屬（學名： Charniodiscus）是一種埃迪卡拉纪時期的化石，估計其應為一種固著生活的底棲動物，生活在沙質的海床上。
儘管其外型跟海鳃目物種很相像，但牠們實際上與刺胞动物门無關。事實上查恩盤蟲早在寒武紀之前就已經滅絕。
「查恩盤蟲」這個名字源自英國萊斯特郡的查恩伍德森林。其分佈除了在查恩伍德森林以外，也見於加拿大的紐芬蘭、俄羅斯的白海及澳大利亞南部的埃迪卡拉生物群。
過往有一段時期認為樹形蟲屬（Arborea）是本屬的異名，但一份發表於2022年的文獻表明兩個屬乃不同的屬；不過有關C. yorgensis的狀態還需更多相關的研究。